# Іеле
Іеле — міфічні жіночі істоти з румунської міфології. Часто їх описують як злих фей, які володіють магією, зокрема вони можуть перевтілитись у красивих дівчат з метою звабити свою жертву. Іеле поєднують у собі атрибути німф, наяд, дріад і певною мірою сирен . Вони схожі на самовіл з болгарської міфології.

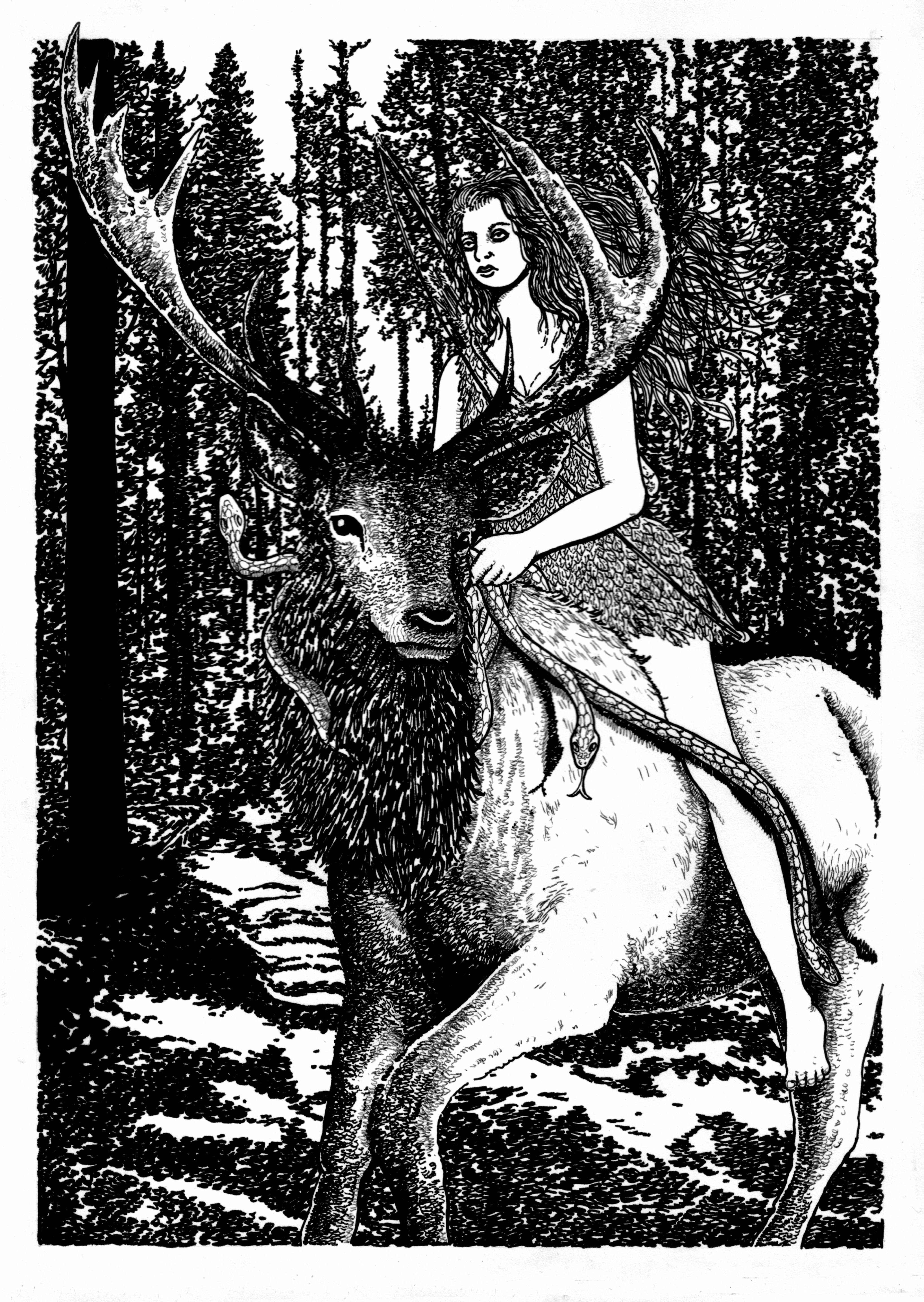
Іеле

## Опис
Вважається, що іели з'являються вночі при місячному світлі у відлюдних місцях (лугах, лісах, водоймах, хвойних насадженнях, берегах річок, перехрестях доріг, покинутих вогнищах або навіть у повітрі). В основному, коли вони з'являються, вони танцюють хору оголеними, рідше в одязі, з розпатланим волоссям, з дзвіночками на щиколотках. На місці, де танцювали іели залишається згарище.
Кількість іел буває різна, в основному 7, хоча може бути і 3. В останньому випадку цих трьох вважають дочками Александра Македонського і називають їх: Катаріною, Заліною та Мариною.
Живуть вони зграями, в повітрі, на самотніх скелях або в горах, у лісах або на певних деревах, таких як явір і волоський горіх, рідко в заростях.

## Їх природа
Іел, зазвичай, не вважають злими, агресію вони проявляють, коли їх на це спровокували, тобто образили, або помітили під час танцю. Того, хто провинився перед ними, вони карали побиттям, попередньо заколисавши його піснею, проводячи навколо нього три рази хоровод. У цьому вони схожі на дівчат Еріній з грецької міфології. 
Згідно з більш загальними характеристиками, Іеле — безсмертні, прекрасні, безтілесні, хтиві й спокусливі, чудові танцюристки й хористки; вони носять своє довге волосся розпущеним і одягаються в одяг з шовку або льону, зазвичай напівпрозорий або навіть прозорий; невидимій вдень, їх можна побачити вночі, проте це небезпечно для того, хто їх побачить. Хоч вони мають крила, вони також можуть літати за допомогою левітації, зі надзвичайною швидкістю (за одну ніч, дев’ять морів і дев’ять земель), проте в інший час вони подорожують на колісниці, у яку запряжені вогненні коні. 
Однак, твердої типології встановити неможливо, оскільки вона змінюється від однієї фольклорної області до іншої, таким чином, Дімітріє Кантемір назвав їх одним із епітетів, Прекрасні, спрощуючи їхню міфологічну функцію до еротичної сфери, і тому, вважаючи їх « Німфами повітря, найчастіше закоханими в красивих молодих чоловіків». 